# Rotsiegel-Schiff

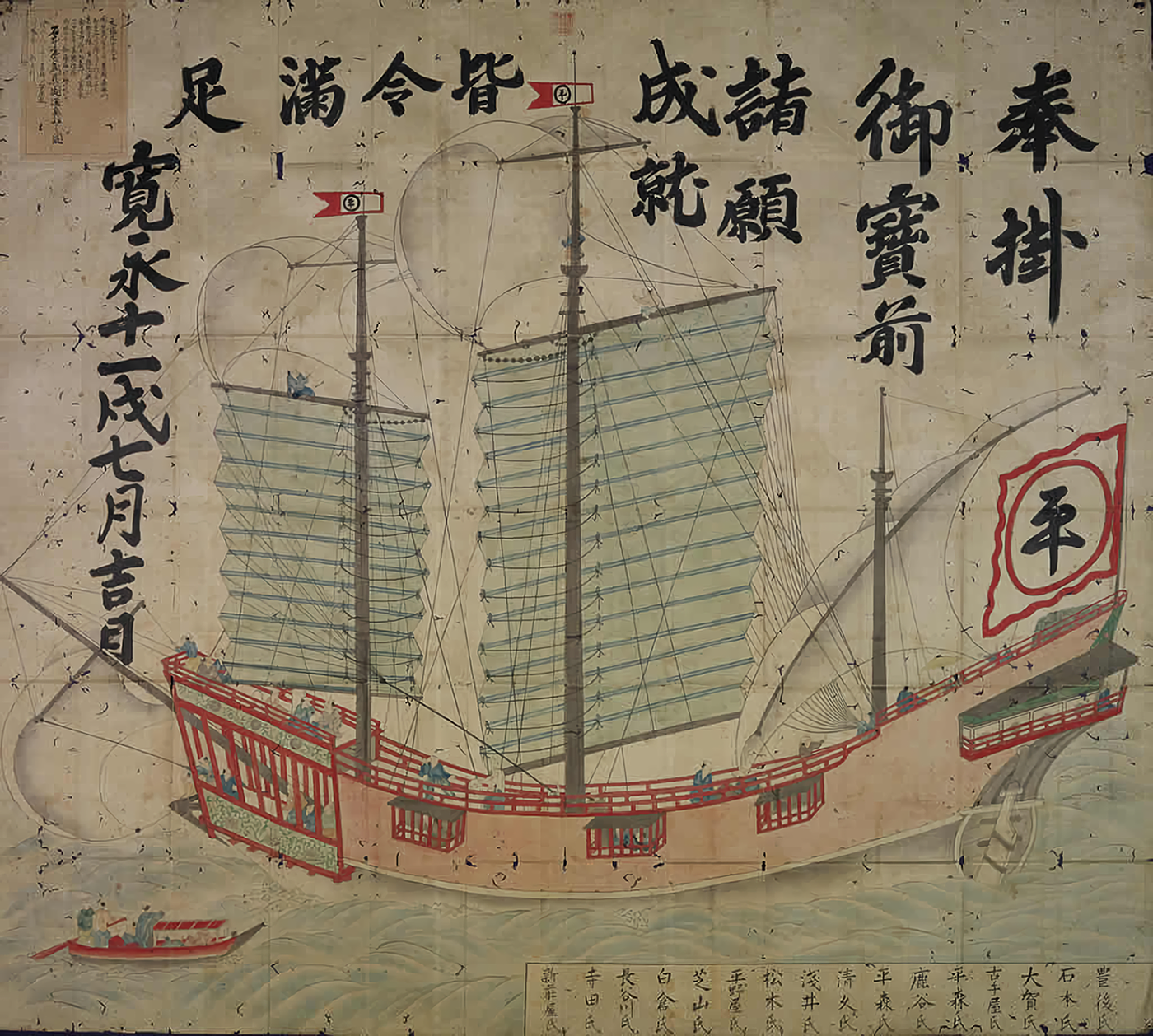
Ein japanisches Rotsiegel-Schiff mit Rah- und Lateinsegeln, Ruder und Heckdesign westlichen Stils. Die Schiffe waren meist mit 6 bis 8 Kanonen bewaffnet. Tokyo Naval Science Museum.

Rotsiegel-Schiffe (jap. 朱印船 Shuinsen) waren bewaffnete japanische Handelsschiffe mit Bestimmungsorten in südostasiatischen Häfen, die ein mit einem roten Siegel versehenes Patent des frühen Tokugawa-Shogunates besaßen. Zwischen 1600 und 1635 reisten mehr als 350 japanische Schiffe unter diesem System nach Übersee.

## Ursprünge
Vom 13. bis zum 16. Jahrhundert waren japanische Schiffe in asiatischen Gewässern recht aktiv, allerdings oft in der Rolle von „Wokou“ – Piraten, die die Küsten des Chinesischen Kaiserreiches plünderten. Ihre Aktivitäten wurden im Jahre 1588 durch ein Verbot der Piraterie durch Hideyoshi vorerst stark eingeschränkt. Es wurden auch offizielle Handelsmissionen nach China geschickt, so die Tenryūjibune um 1341.
Zwischen dem 15. und 16. Jahrhundert war der wichtigste Zwischenhändler in Ostasien das Inselkönigreich Ryūkyū (heute Okinawa), das japanische Erzeugnisse wie Silber und Schwerter und chinesische Produkte gegen südostasiatisches Sappanholz und Hirschhäute austauschte. Insgesamt 150 Schiffsreisen von Ryuku nach Südostasien sind aufgezeichnet, davon 61 nach Siam, 10 nach Malakka, zehn nach Pattani und acht nach Java. Dieser Handel hörte um 1570 mit dem Aufstieg chinesischer Händler und der Intervention portugiesischer und spanischer Schiffe auf. Dieser Zeitpunkt entspricht den Anfängen des Rotsiegel-Systems. Das Königreich Ryūkyū wurde schließlich im Jahre 1609 von Japan erobert.
Als die ersten Europäer begannen, den Pazifik zu befahren, trafen sie regelmäßig japanische Schiffe. So empfingen die Spanier 1589 in Manila eine japanische Dschunke mit schweren Sturmschäden, die auf dem Weg nach Siam war. Der holländische Weltumsegler Olivier van Noort traf im Dezember 1600 auf den Philippinen eine 110 Tonnen schwere japanische Dschunke und auf der gleichen Reise ein Rotsiegelschiff mit einem portugiesischen Kapitän vor Borneo, durch die er von der Ankunft des William Adams in Japan erfuhr.

## Das Rotsiegel-System

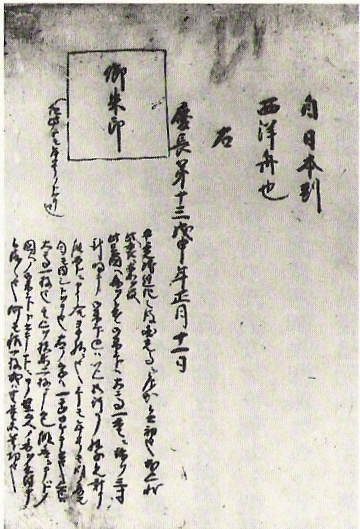
Aufzeichnung einer Rotsiegel-Lizenz, datiert auf den 11. Januar 1608.

Das Rotsiegel-System wird erstmals 1592 unter Toyotomi Hideyoshi in einem Dokument erwähnt. Die erste erhaltene Shuinjō (Rotsiegel-Lizenz) ist auf 1604 datiert, als Tokugawa Ieyasu der erste Tokugawa-Shogun in Japan war. Tokugawa erteilte die Lizenzen an in seiner Gunst stehende Feudalherren und bedeutende Händler, die am Außenhandel interessiert waren. Dadurch war er in der Lage, die japanischen Händler zu kontrollieren und die japanische Piraterie im südlichen Meer zu reduzieren. Sein Siegel garantierte auch den Schutz der Schiffe, da er geschworen hatte, jeden Pirat und jedes Land zu verfolgen, das diese angreifen würde.
Neben japanischen Händlern ist der Besitz von Lizenzen durch zwölf Europäer (unter ihnen William Adams und Jan Joosten) und elf chinesische Bürger bekannt. Zu einem Zeitpunkt nach 1621 soll Jan Joosten für den Handel zehn Rotsiegelschiffe besessen haben.
Die portugiesischen, spanischen, holländischen und englischen Schiffe sowie die asiatischen Herrscher schützten die japanischen Rotsiegel-Schiffe in der Regel, da sie diplomatische Beziehungen zum Shogun hatten. Nur Ming-China war an dieser Praxis nicht beteiligt, da das Kaiserreich japanischen Schiffen das Einlaufen in chinesischen Häfen offiziell verboten hatte (doch die Ming-Beamten waren andererseits nicht in der Lage, chinesische Schmuggler an Reisen nach Japan zu hindern).

## Schiffsdesign

Ein Rotsiegelschiff der Handelsfamilie Araki, 17. Jahrhundert.

Die Rotsiegel-Schiffe hatten gewöhnlich eine Größe von 500 bis 750 Tonnen, was genauso viel oder mehr war als die europäischen Galeonen, aber weniger als die großen portugiesischen Karacken mit oft mehr als 1000 Tonnen. Die Bemannung war etwa 200 Personen pro Schiff (das Mittel aus den 15 Schiffen, bei denen diese Zahl bekannt ist, beträgt 236).
Die Schiffe entstanden an verschiedenen Orten. Einige von ihnen, die in Nagasaki gebaut wurden, kombinierten westliche, japanische und chinesische Schiffsdesigns. Andere waren chinesische Dschunken. Nachdem der Handel mit Südostasien sich fest etabliert hatte, wurden zahlreiche Schiffe in Ayutthaya in Siam bestellt und gebaut, da die Konstruktion thailändischer Schiffe und die Qualität des thailändischen Holzes als exzellent galten.
Die Schiffe wurden von reichen Handelsfamilien geleitet. Zu diesen zählen die Sumikura, Araki, Chaya und Sueyoshi. Auch einzelne Abenteurer wie Suetsugo Heizo, Yamada Nagamasa, William Adams, Jan Joosten oder Murayama Toan organisierten Rotsiegelschiffe. Die Mittel zum Kauf der Ware in Asien wurden von den Organisatoren der Expedition zu Zinssätzen von 35 bis 55 Prozent pro Reise geliehen, im Fall von Siam waren bis zu 100 % Zinsen möglich.

## Import und Export
Japanische Händler exportierten hauptsächlich Silber, Diamanten, Kupfer, Schwerter und andere Handwerkserzeugnisse. Sie importierten chinesische Seide wie auch südostasiatische Erzeugnisse wie Zucker und Hirschhäute. Schwarzer Pfeffer und Gewürze, die eine wichtige Rolle im Handel Südostasiens mit Europa spielten, wurden selten nach Japan importiert, da man dort nicht viel Fleisch aß, das man damit hätte würzen können. Südostasiatische Häfen boten sich als Orte an, an denen sich japanische und chinesische Schiffe treffen konnten.

## Bestimmungsorte

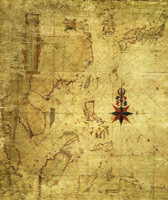
Japanische Segelkarte in portugiesischem Stil, sie stellt die ostasiatische Küste von Japan bis Malakka dar. 17. Jahrhundert

Die Mannschaft der Schiffe war international, da viele Chinesen, Portugiesen und Holländer als Navigatoren und Übersetzer sich den Seeleuten anschlossen. Die ersten Rotsiegel-Schiffe waren verpflichtet, einen portugiesischen Navigator an Bord zu haben, die Japaner bildeten aber zunehmend Navigatoren aus ihren eigenen Reihen aus. Die von den Navigatoren genutzten Portolankarten wurden nach portugiesischen Modellen gezeichnet, jedoch mit Segelanweisungen in japanischer Sprache.
Wichtige südostasiatische Häfen, unter anderem das spanische Manila, das vietnamesische Hội An, Ayutthaya in Siam und das malaiische Patani, hießen die japanischen Handelsschiffe willkommen. Viele Japaner siedelten sich in diesen Hafenorten an und bildeten kleine japanische Enklaven. 
Die Japaner scheinen in ganz Asien gefürchtet worden zu sein: 
„Man duldet in keinem Hafen in Indien (Asien), daß Japaner bewaffnet landen, da sie ein so verzweifeltes und wagemutiges Volk sind, daß man sie an allen Orten wohin sie kommen fürchtet“ (Sir Edward Michelbourne, Boxer, s. 268).
Ein holländischer Fregattenkapitän schrieb etwa 1615: „Sie sind ein rohes und furchtloses Volk, Lämmer in ihrem eigenen Land, doch geradezu Teufel außerhalb desselben.“.

### Philippinen
Etwa 50 Rotsiegel-Schiffe nach Luzon auf den Philippinen sind für einen Zeitraum von 1604 bis 1624 aufgezeichnet, danach bis 1635 nur vier weitere. Die Japaner hatten ziemlich früh eine Enklave in Dilao, einem Vorort von Manila etabliert, 1593 zählten sie 300 bis 400 Personen. Während der Sangley-Rebellion im Jahr 1603 waren es 1500, drei Jahre später bereits 3000. Der Franziskanerbruder Luis Sotelo war zwischen 1600 und 1608 an der Unterstützung der Enklave beteiligt.
Die Japaner in Dilao führten von 1596 bis 1607 eine erfolglose Rebellion gegen die Spanier durch, danach stieg ihre Zahl wieder an, bis zum Verbot des Christentums durch Tokugawa Ieyasu im Jahre 1614. Damals siedelten sich 300 japanische christliche Flüchtlinge unter Takayama Ukon auf den Philippinen an. Sie sind die Ahnen der heute etwa 200.000 Mitglieder zählenden Gruppe der japanischen Filipinos.

### Siam

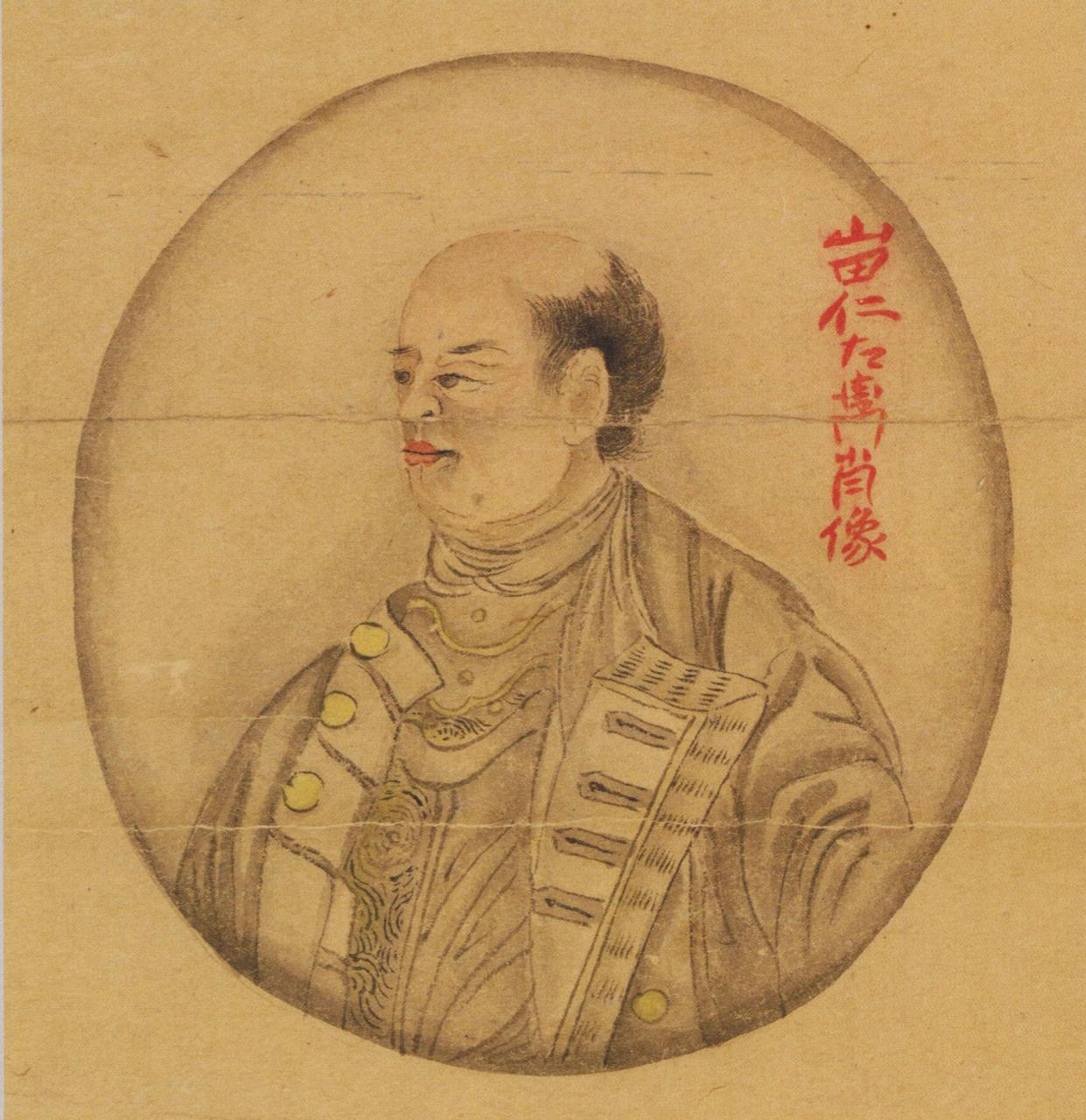
Yamada Nagamasa, etwa 1630.

Die siamesischen „Chroniken des Königreichs von Ayutthaya“ zeichnen bereits 1592 auf, dass 500 japanische Soldaten unter dem König von Siam halfen, eine Invasion der burmesischen Armee zurückzuschlagen (Yoko Nagazumi).
Etwa 56 Rotsiegelschiffe nach Siam sind für die Jahre 1604 bis 1635 aufgezeichnet. Die japanische Gemeinschaft in Siam scheint in die Hunderte gegangen zu sein, wie von Pater Antonio Francisco Cardim beschrieben. Dieser berichtet, er habe im Jahre 1627 in Ayutthaya, der Hauptstadt der Siamesen, etwa 400 japanischen Christen die Sakramente gespendet („a 400 japoes christaos“ Quelle: Ishii Yoneo, Multicultural Japan).
Die Kolonie war im Handel aktiv beteiligt, besonders im Export von Hirschhäuten und Sappanholz nach Japan im Austausch gegen japanisches Silber und japanische Artikel des Handwerks (Schwerter, lackierte Kästen, hochwertiges Papier). Sie war bekannt dafür, dass sie das Handelsmonopol der Niederländischen Ostindien-Kompanie (VOC) in Frage stellte, da ihre starke Stellung beim König es ihr erlaubte, mindestens 50 Prozent der Gesamtproduktion zu kaufen und den andern Händlern nur kleinere Mengen geringerwertiger Qualitäten zu überlassen.
Der japanische Abenteurer Yamada Nagamasa erlangte großen Einfluss und wurde schließlich 1630 zum Herrn über Ligor (heute Nakhon Si Thammarat) auf der südlichen Halbinsel des Königreiches Siam (heute: Thailand) ernannt. Die Kolonie spielte auch militärisch eine wichtige Rolle in Thailand.

### Macao
Obwohl ihnen von China das Betreten chinesischen Bodens untersagt war, kamen japanische Seeleute von Rotsiegel-Schiffen in einiger Zahl über Macau in das Land. Im November 1608 kam es zu einem Kampf zwischen etwa 100 japanischen Samurai, bewaffnet mit Katana und Musketen, und portugiesischen Soldaten unter dem regierenden Gouverneur und Kapitän der Japanreise, André Pessoa. Dieser kostete 50 Japanern das Leben, die anderen 50 wurden entlassen, nachdem sie eine Versicherung an Eides statt unterschrieben hatten, die sie für den Zwischenfall verantwortlich machte. Ieyasu verbot 1609 den Besuch von Macao durch japanische Bürger:
„Da es ein unzweifelhafter Fakt ist, dass die Reise japanischer Schiffe nach Macao von Nachteil für diesen Ort ist, wird diese Praxis für die Zukunft streng verboten werden“ (25. Juli, 1609, Ieyasu Shuinjo, übermittelt an Mateo Leitão, Boxer S. 272)

### Indonesien
Einige Rotsiegel-Schiffe sind für das Gebiet des heutigen Indonesiens (Java, Gewürzinseln) aufgezeichnet, vielleicht wegen des direkten holländischen Einflusses hier. Japanische Samurai wurden jedoch von den Holländern der Region rekrutiert. Sie zeichneten sich bei der Eroberung der Banda-Inseln von den Engländern und der Verteidigung von Batavia aus. 1621 wurde die Praxis des Anheuerns japanischer Söldner vom Shogun verboten. 1618 forderte Koon, der holländische Gouverneur von Java 25 Samurai aus Japan an. 1620 wurden nach holländischen Aufzeichnungen 90 Samurai von den Inseln um Java rekrutiert, um das Fort von Batavia zu verstärken.

### Indien

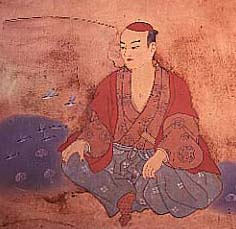
Tenjiku Tokubei, 17. Jahrhundert.

Von dem japanischen Abenteurer Tenjiku „Indien“ Tokubei ist erwähnt, dass er an Bord eines Rotsiegel-Schiffes zusammen mit Jan Joosten nach Siam und Indien reiste. Nach seiner Rückkehr verfasste er ein Buch über seine Reise.

### Andere Bestimmungsorte
Andere wichtige Bestimmungsorte schlossen ein:
- Cochinchina (74 Schiffe),
- Kambodscha (44 Schiffe),
- Taiwan (35 Schiffe),
- Annam in Vietnam (14 Schiffe).

## Relative Bedeutung
Die 350 Rotsiegel-Schiffe, die für den Zeitraum von 1604 bis 1634 aufgezeichnet sind, im Mittel zehn Schiffe pro Jahr, müssen zu der einen portugiesischen Karacke, die jedes Jahr aus Macao nach Nagasaki kam, ins Verhältnis gesetzt werden, obwohl dieses Schiff eine große Tonnage hatte (zwei- bis dreimal so viel wie ein einziges Rotsiegelschiff), und eine reiche Ladung von Seide direkt aus China führte.
In den Jahren von 1604 bis 1639 betrugen die japanischen Exporte:
- Rotsiegelschiffe: Waren im Wert von 1.053.750 kg Silber (davon 843.000 Silber)
- Portugiesische Schiffe: 813.375 (650.700)
- Chinesische Schiffe: 429.825 (343.860)
- Holländische Schiffe 286.245 (228.996)
- Gesamt: 2.583.195 (2.066.556)

Werte in kg Silber, die Zahl in Klammern bezeichnet den Anteil von Silber am Export
Im Vergleich dazu kamen in der englischen Faktorei in Hirado während der zehn Jahre ihrer Existenz (1613–1623) lediglich vier Schiffe aus England an, zudem mit vorwiegend geringwertiger Ladung. Tatsächlich musste sich die Faktorei auf den Handel zwischen Japan und Südostasien unter dem Rotsiegel-System stützen. Sie organisierte sieben Expeditionen, vier davon William Adams.
Der japanische Shogun stand Spanien sehr ablehnend gegenüber und Spanien wollte seine verfügbaren Schiffe nicht auf weit entfernte Gebiete zerstreuen. So kam, bis auf einige wenige Schiffbrüche der spanischen Manila-Galeone an der japanischen Küste, nur etwa ein spanisches Schiff pro Jahr zum Handel nach Japan. Die Spanier hatten eine kleine Basis in Uraga, wo William Adams bei mehreren Gelegenheiten für den Verkauf der Ware in Anspruch genommen wurde.
Nur chinesische Schiffe scheinen in den letzten Jahren der Ming-Dynastie ziemlich bedeutsam gewesen zu sein. Richard Cocks, Leiter der englischen Faktorei in Hirado, berichtete, dass 60 bis 70 chinesische Dschunken im Jahr 1614 Nagasaki besuchten, geführt von fujianesischen Schmugglern. 1612 berichtete der Priester Valentim de Carvalho, Oberhaupt der Jesuitenmission, dass das jährliche „Große Schiff“ aus Macau 1300 Quintals Seide brachte, während 5000 Quintals durch Rotsiegelschiffe und Schiffe aus China und Manila geliefert wurden.

## Ende des Systems
Im Jahre 1635 verbot das Tokugawa-Shogunat den Japanern die Reisen nach Übersee (Sakoku). Damit endete die Zeit des Rotsiegel-Handels. Diese Maßnahme wurde damals noch von den Europäern, besonders der Niederländischen Ostindien-Kompanie, begrüßt, die den Wettbewerb zu ihren Ungunsten eingeschränkt sahen.